# ラファエル・アルカンタラ・ド・ナシメント
ラフィーニャ（Rafinha）ことラファエル・アルカンタラ・ド・ナシメント（Rafael Alcântara do Nascimento、1993年2月12日 - ）は、ブラジル・サンパウロ出身のサッカー選手。ポジションはミッドフィールダー。
同じくサッカー選手であるチアゴ・アルカンタラは実の兄。

## クラブ経歴
ブラジルのサンパウロで生まれ、12歳のときにFCバルセロナのユースチームに加入した。その後上のカテゴリーに昇格していき、2011年にFCバルセロナBに招集された。1月8日、ジローナFC戦においてジョナタン・ドス・サントスとの交代途中出場でプロデビューを果たした。翌週のUDサラマンカ戦でプロ初ゴールを記録した。
2013年7月15日、恩師ルイス・エンリケが監督に就任したセルタ・デ・ビーゴにレンタル移籍した。
2014-15シーズン、監督のルイス・エンリケと共にFCバルセロナに復帰。8月24日のリーグ開幕戦のエルチェ戦にて先発出場を果たす。12月3日の国王杯、SDウエスカ戦にて公式戦初ゴールを決めた。
2015-16シーズン、UEFAチャンピオンズリーグのASローマ戦に途中出場するも、ラジャ・ナインゴランのアフタータックルを受けて右膝十字靭帯を断裂し、復帰に6ヶ月を要する見通しとなった。
2016-17シーズンに入り、2016年10月15日、リーガ第8節のデポルティーボ戦では2得点を挙げるなど復活の兆しが見えたが、2017年4月2日のリーガ第29節グラナダCF戦に出場し、右膝半月板を損傷、4月8日に半月板切除術による手術を受けた。
2017-18シーズンは、前シーズンに負った半月板損傷から回復する為、開幕よりリハビリを続けていたが、術後の経過が思わしくなかった為、10月1日に再手術を受けた。
2018年1月22日、セリエA・インテルナツィオナーレ・ミラノへシーズン終了までのレンタルで移籍した。シーズン終了までに3500万ユーロプラス300万ユーロのボーナスの支払いを行えば、同選手の買取が可能となっている。1月28日のSPAL戦でセリエAデビューを果たし、5月4月のウディネーゼ・カルチョ戦ではセリエA初得点を記録するなどチームでの居場所を掴みインテルのUEFAチャンピオンズリーグ出場権獲得に貢献した。シーズン中には本人も残留を希望したが、高額な移籍金がネックとなり買取オプション行使には至らなかった。
2019年9月2日、セルタ・デ・ビーゴにレンタル移籍することが発表された。
2020年10月5日、パリ・サンジェルマンFCへの移籍が決定。契約は3年間。1年目は23試合に出場したが、2021-22シーズンは中盤の層が厚くリーグ戦5試合の出場に止まる。
2021年12月27日、2021-22シーズン終了までレアル・ソシエダにレンタルされることが発表された。
2022年9月3日、カタールのアル・アラビ・ドーハへの移籍が発表された。契約期間は2年。

## 代表歴
兄と同じくスペイン代表として各年代でプレーした。しかし、2012年にブラジル代表としてプレーしていく事を決め、南米ユース選手権2013に出場した。
2015年9月に負傷したラミレスに代わりA代表に初招集され、9月5日のコスタリカ戦でA代表デビュー。続く9月8日のアメリカ戦では代表初ゴールを決めた。

## 人物
父親のイオマール・ド・ナシメントはブラジル代表として1994 FIFAワールドカップ優勝経験を持つ。母親のヴァレリア・アルカンタラはかつてバレーボールの選手だった。兄のチアゴはリヴァプールに在籍している。

## 個人成績
| クラブ     | シーズン | リーグ       | リーグ戦 | リーグ戦 | カップ戦 | カップ戦 | 国際大会 | 国際大会 | その他 | その他 | 合計 | 合計 |
| クラブ     | シーズン | リーグ       | 出場     | 得点     | 出場     | 得点     | 出場     | 得点     | 出場   | 得点   | 出場 | 得点 |
| ---------- | -------- | ------------ | -------- | -------- | -------- | -------- | -------- | -------- | ------ | ------ | ---- | ---- |
| バルセロナ | 2011–12  | プリメーラ   | 0        | 0        | 1        | 0        | 1        | 0        | 0      | 0      | 2    | 0    |
| バルセロナ | 2012–13  | プリメーラ   | 0        | 0        | 0        | 0        | 1        | 0        | 0      | 0      | 1    | 0    |
| バルセロナ | 通算     | 通算         | 0        | 0        | 1        | 0        | 2        | 0        | 0      | 0      | 3    | 0    |
| セルタ     | 2013–14  | プリメーラ   | 32       | 4        | 1        | 0        | -        | -        | 0      | 0      | 33   | 4    |
| セルタ     | 通算     | 通算         | 32       | 4        | 1        | 0        | -        | -        | 0      | 0      | 33   | 4    |
| バルセロナ | 2014-15  | プリメーラ   | 24       | 1        | 6        | 1        | 6        | 0        | 0      | 0      | 36   | 2    |
| バルセロナ | 2015–16  | プリメーラ   | 6        | 1        | 1        | 0        | 2        | 0        | 2      | 1      | 11   | 2    |
| バルセロナ | 2016-17  | プリメーラ   | 18       | 6        | 4        | 1        | 6        | 0        | 0      | 0      | 28   | 7    |
| バルセロナ | 2017-18  | プリメーラ   | 0        | 0        | 1        | 0        | 0        | 0        | 0      | 0      | 1    | 0    |
| バルセロナ | 通算     | 通算         | 48       | 8        | 12       | 2        | 14       | 0        | 2      | 1      | 76   | 11   |
| インテル   | 2017-18  | セリエA      | 17       | 2        | 0        | 0        | c        | c        | 0      | 0      | 17   | 2    |
| インテル   | 通算     | 通算         | 17       | 2        | 0        | 0        | -        | -        | 0      | 0      | 17   | 2    |
| バルセロナ | 2018-19  | プリメーラ   | 5        | 0        | 0        | 0        | 2        | 1        | 1      | 0      | 8    | 1    |
| バルセロナ | 2019-20  | プリメーラ   | 3        | 0        | 0        | 0        | 0        | 0        | 0      | 0      | 3    | 0    |
| バルセロナ | 通算     | 通算         | 8        | 0        | 0        | 0        | 2        | 1        | 1      | 0      | 11   | 1    |
| セルタ     | 2019-20  | プリメーラ   | 29       | 4        | 1        | 0        | -        | -        | 0      | 0      | 30   | 4    |
| セルタ     | 通算     | 通算         | 29       | 4        | 1        | 0        | -        | -        | 0      | 0      | 30   | 4    |
| PSG        | 2020-21  | リーグ・アン | 23       | 0        | 3        | 0        | 8        | 0        | 0      | 0      | 34   | 0    |
| PSG        | 通算     | 通算         | 23       | 0        | 3        | 0        | 8        | 0        | 0      | 0      | 34   | 0    |
| 総通算     | 総通算   | 総通算       | 157      | 18       | 18       | 2        | 26       | 1        | 3      | 1      | 204  | 22   |

| クラブ      | シーズン | リーグ   | リーグ戦 | リーグ戦 | 合計 | 合計 |
| クラブ      | シーズン | リーグ   | 出場     | 得点     | 出場 | 得点 |
| ----------- | -------- | -------- | -------- | -------- | ---- | ---- |
| バルセロナB | 2010-11  | セグンダ | 9        | 1        | 9    | 1    |
| バルセロナB | 2011-12  | セグンダ | 39       | 8        | 39   | 8    |
| バルセロナB | 2012-13  | セグンダ | 36       | 11       | 36   | 11   |
| 総通算      | 総通算   | 総通算   | 84       | 20       | 84   | 20   |

## 代表歴

### 出場大会
- U-20ブラジル代表
  - 2013年 - 南米ユース選手権
- U-23ブラジル代表
  - 2013年 - トゥーロン国際大会
  - 2016年 - リオデジャネイロオリンピック

### 試合数
国際Aマッチ 2試合 1得点（2015年- ）
| ブラジル代表 | 国際Aマッチ | 国際Aマッチ |
| 年           | 出場        | 得点        |
| ------------ | ----------- | ----------- |
| 2015         | 2           | 1           |
| 通算         | 2           | 1           |

### ゴール
| #  | 開催年月日   | 開催地         | 対戦国         | スコア | 結果 | 試合概要 |
| -- | ------------ | -------------- | -------------- | ------ | ---- | -------- |
| 1. | 2015年9月8日 | フォックスボロ | アメリカ合衆国 | 3-0    | 4-1  | 親善試合 |

## タイトル

### クラブ
FCバルセロナ
- コパ・デル・レイ：4回 (2011–12, 2014-15, 2015-16, 2016-17)
- リーガ・エスパニョーラ：3回 (2014-15, 2015-16, 2018-19)
- UEFAチャンピオンズリーグ：1回 (2014-15)
- UEFAスーパーカップ：1回 (2015)
- スーペルコパ・デ・エスパーニャ：1回 (2018)

### 代表
U-23ブラジル代表
- トゥーロン国際大会：1回 (2013)
- オリンピック 金メダル：1回 (2016)

### 個人
- リーガ・エスパニョーラ・ブレイクスルー・プレイヤー：1回 (2014)